# Gustaaf Adolf Heinze
Gustav Ferdinand Gotthold (Gustaaf Adolf) Heinze (Leipzig, 1 oktober 1820 – Muiderberg, 20 februari 1904) was een Nederlands musicus van Duitse komaf.

## Familie
Hij is zoon van klarinettist in het Gewandhausorchester Friedrich August Ferdinand Heinze en Emma Löwe. De vader van zijn moeder August Löwe was muziekdirecteur in Pegau. In 1842 begon hij een langdurige relatie met dichteres en operazangeres Juliana Frederike Henriette Peuckert-Brüning /Henriette Bruning (14 februari 1808 – 31 juli 1892), die voor een flink aantal werken van Heinze de teksten schreef onder de naam Heinze-Berg. Ze werd daarvoor door paus Leo XIII onderscheiden met een medaille Kunst en Wetenschap. Heinze zelf ontving ook diverse onderscheidingen zoals de Albrechtsorde, Orde van de Eikenkroon en de Saksisch-Ernestijnse Huisorde. Achterneef Bernard Heinze (1894-1992) was dirigent bij zowel het Australische Victoria Symphony Orchestra en het symfonieorkest van de Australian Broadcasting Company.

## Biografie
Hij kreeg zijn muziekopleiding in eerste instantie van zijn vader. Hij leerde daarbij diverse muziekinstrumenten te bespelen zoals piano, viool, klarinet, dwarsfluit, hobo en fagot. Verdere opleiding vond plaats bij diverse docenten in Dresden. Hij zou daarbij al op vijftienjarige leeftijd op voorspraak van Felix Mendelssohn Bartholdy plaats hebben mogen nemen in het Gewandhausorchester in Leipzig; hij zou er van 1836 tot 1844 mee optreden met dirigenten als diezelfde Mendelssohn, Ferdinand Hiller en Niels Gade. Hij trad toen ook wel als solist op, maar nam even later een rustperiode waarin hij zich in het componeren bekwaamde. In die tijd gaf hij ook concerten met Clara Wieck, de latere Clara Schumann. In 1844 ging hij aan het werk als tweede dirigent van het operagezelschap in Breslau. Hij kwam in 1850 naar Amsterdam en ging spelen in het orkest van de Duitse Opera van Ferdinand Röder; het gezelschap kon Heinze echter niet betalen. Heinze hield zich in leven door het geven van muzieklessen. In Amsterdam gaf hij vanaf 1852 leiding aan Liedertafel Euterpe, in 1857 de vereniging Heilige Vincentius van Paula, het Rooms-Katholieke koor van de Waalse kerk en de zangvereniging Excelsior. Hij richtte zelf in 1862 een muziekschool in Amsterdam op, die hij na een meningsverschil in 1871 weer verliet; Frans Coenen zou zijn werk voortzetten. In 1882 liet hij zich naturaliseren. Hij stimuleerde de Nederlandse muziek door met Richard Hol, Willem Nicolaï, Willem Stumpff en Cornelis van der Linden de Nederlandsche Toonkunstenaarsvereniging op te richten. Hij dirigeerde voorts nog het Hilversumse Toonkunstkoor en ook Toonkunst Bussum en stichtte ook daar een muziekschool, die van 1885 tot 1996 zou bestaan.
Ook na zijn pensioen in 1890 bleef hij actief met onder andere het voorzitterschap van het W.A. Heinze-fanfareorkest; beschermheer van de zangvereniging Caecilia, erevoorzitter van de vereniging Floris V (een vereniging voor veilig vreemdelingenverkeer), lid van verdienste van de Maatschappij tot Bevordering der Toonkunst, Maatschappij De Toekomst en Arti et Amicitiae. Hij had zich teruggetrokken in de Villa Caecilia in Muiderberg, die hij rond 1884 had laten bouwen en alwaar hij op 20 februari 1904 insliep.

## Werklijst

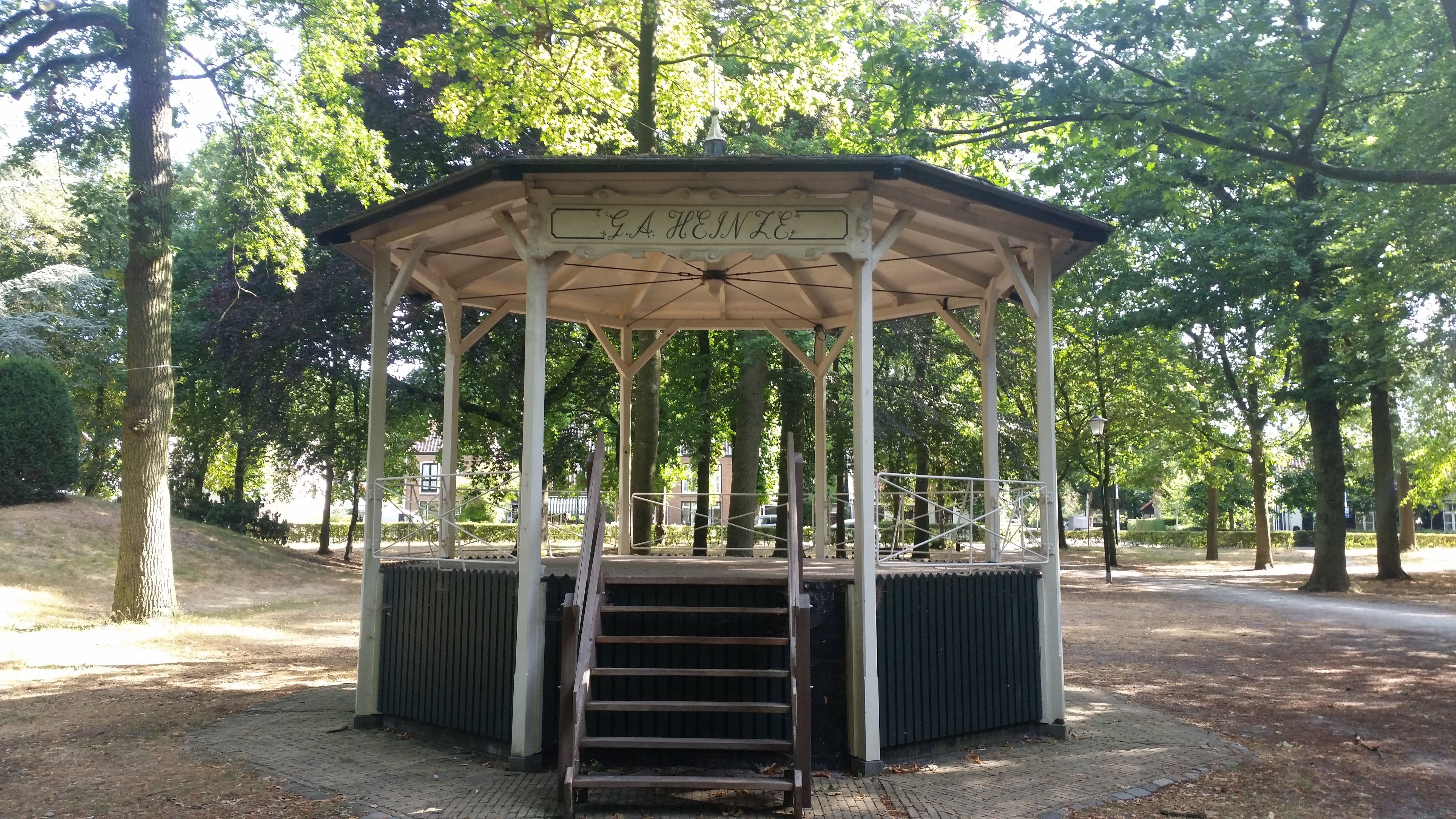
Muziekkoepel Heinze, Muiderberg (juli 2018)

Met al die werkzaamheden vond hij ook nog tijd om een flink aantal werken op papier te zetten. Zijn werklijst zou uit 101 werken bestaan, waarvan minstens de helft is uitgegeven. Een deel van zijn oeuvre is verloren gegaan tijdens een brand in het operagebouw in Breslau:
- Loreley; uitgevoerd in Breslau; tekst van Henriëtte Bruning
- Die Ruïne von Tharand; uitgevoerd in Breslau, tekst van Henriëtte Bruning
- Vier cantica
- Drie driestemmige missen met orgel
- De feestcantate voor Bilderdijks 100-jarigen geboortendag (1857); tekst Hendrik Jan Schimmel
- Het 25-jarig bestaan der Maatschappij Arti et Amicitia, met tekst van Jacob van Lennep (1864)
- Twee feestcantates voor de Nederlandsche Maatschappij ter Bevordering der Nijverheid (1861 en 1877); tekst Jan Jacob Lodewijk ten Kate
- Quintet te Muiden, tekst Joseph Alberdingk Thijm
- Vondels standbeeld, cantate met tekst van Hyman Binger
- Het meifeest (1874)
- Overal
- Die Unvergleichliche
- Scheiden
- Daar komt de lieve lente weer voor gemengd koor
- opus 1: Concertstück für Clarinette und Orchester (uit 1837)
- opus 7: Mijn land is een land der zee, voor liedertafel Apollo
- opus 11: Variations concertantes voor dwarsfluit, klarinet en orkest (verloren geraakt)
- opus 12: Concertino voor hobo
- opus 14b: Concertino voor klarinet en orkest; uitgevoerd door de componist en te Gewandhausorchester onder leiding van Felix Mendelssohn Bartholdy (verloren gegaan)
- opus 15: Adagio voor klarinet en orkest (verloren gegaan)
- opus 16; Grand Quintetto voor piano, klarinet, dwarsfluit, fagot en hoorn
- opus 22: Grand Quintetto voor piano, dwarsfluit, klarinet, hoorn en fagot
- opus 23: Drie Lieder, voor mezzosopraan, klarinet en piano (Die Wuntertone, Die Liebe im Thale en Die Elfe)
- opus 24: Ballade von J. Günzberg
- opus 25:Vier liederen voor mezzosopraan of tenor met piano (1.Maurische Liebesklänge; 2.Sehnsucht; 3.In stiller Nacht; 4.Die Loreley; teksten van Emanuel Geibel (2) en Heinze-Berg (1,3,4)
- opus 26: Pianotrio
- opus 27: Sie ist mein, voor zangerskwartet
- opus 28: Champagnerlied
- opus 29: Dramatische concertouverture Die Waise, is een aantal keren uit gevoerd door het Koninklijk Concertgebouworkest onder leiding van Willem Mengelberg.
- opus 31: Drie liederen voor bariton en mannenkoor: waaronder Zondag op het meer en Bede, gedicht van Jan van der Hoop
- opus 32: Zondag op het meer; voor vierstemmig mannenkoor
- opus 34: Omhoog, op tekst van Hendrik Jan Schimmel, voor mannenkoor
- opus 36: Ave Maria, voor tenor, orkest of harmonium; mis
- opus 37: Vier Hymnen mit lateinischem Text, voor een zangstem met piano (1.Tot pulchra; 2.Adoro te).
- opus 39: Mis nr. 3; tribus vocibus cum organo, voor mannenkoor en orgel
- opus 42: Die Auferstehung, oratorium voor solisten, gemengd koor en orkest of piano; uitgegeven door Roothaan
- opus 43: Een mei-avond; tekst A. Renssen
- opus 44: Concertaria voor alt met orkest
- opus 45: Verlangen voor vrouwenkoor
- opus 46: De zwaluw, driestemmige zang met piano
- opus 49: Sancta Caecilia, oratorium
- opus 50: Zwei Männerquartette (Nur keine Sklavenseele; Neues Hoffen)
- opus 51: Nog is het bloeiende heerlijke tijd (Noch ist die blühende goldene Zeit)
- opus 52: Frühlingstoaste
- opus 53: Fest-Ouverture (25-jarig jubileum van concertvereniging Vincentus von Paolo
- opus 54: Die Fahnenweihe, voor solisten, mannenkoor en orkest; tekst van Heinze-Berg
- opus 55: Euterpe, allegorische Dichtung, voor sopraan met orkest of piano
- opus 57: Weldadigheid, arioso voor tenor en solo hobo; tekst van Hyman Binger
- opus 58: Hymne, voor alt of bas met piano of orgel
- opus 60: Der Feeënschleier, oratorium
- opus 62: Lentelied op tekst van Maria R. van West
- opus 63: Zes twee- en driestemmige liederen voor drie vrouwenstemmen met pianobegeleiding (1.Sneeuw, tekst J. Brester; 2.Wiegeliedje, tekst Louise Heinze; 3.Ontwaak, tekst A.F.J. Reiger; 4.Denk er aan, tekst Maria R. van West; 5.Wie zou niet gaarne leeren, tekst Theodoor Sevens; 6. Maandrozen, tekst Jan Pieter Heije)
- opus 64: Hulde aan Linnaeus (1877) met tekst van Abraham Johannes de Bull
- opus 66: Dorawals voor piano vierhandig
- opus 70: De Herfst voor vrouwenkoor
- opus 71: Wie zijt gij?
- opus 72: Vincentus de Paula, oratorium, dramatische Gedicht in zwei Theilen von Henriette Heinze-Berg, solisten, koor en groot orkest
- opus 73: Ons prinsesje, voor sopraan- of tenorsolo met vierstemmig mannenkoor
- opus 75: Herinneringsbladen; vier liederen voor mezzosopraan met piano
- opus 78: Een dag naar buiten; kindercantate met pianobegeleiding (Het rijtuig voor, Pleisteren, In het Bosch en Wel te rusten; tekst van Martinus Gesinus Lambert van Loghem
- opus 79: Het liefste woord, voor mannenkoor
- opus 81: Komt de lente? Vierstemmig mannenkoor, tekst van Maria R. van West (Maria Rudolphina van West)
- opus 83: Cosmopolitische feestmarsch voor piano tweehandig
- opus 85: Vermaning voor gemengd koor
- opus 87: Winterbloemen (Bange hoop en Vervulde hoop)
- opus 88: Oost, west, thuis best, tekst Maria R van West; opgedragen aan Jos Orelio
- opus 90: Lauda Sion Salvatorum, voor de begrafenis van Heinzes broer Ferdinand
- opus 92a: Tijdig weggenomen voor gemengd koor
- opus 93: Harmonie; tekst van Hyman Binger
- opus 98: Laudate Dominum, drie zangstemmen en orgel
- opus 101; Verbondlied voor de Nederlandsch Jongerenverbond voor drie zangers met piano en harmonium; tekst van Jan Jacob Lodewijk ten Kate

Voorts schreef hij het boekwerk Theoretische en practische zangleer voor volksscholen en zangvereenigingen (Loman 1881)

## Nalatenschap

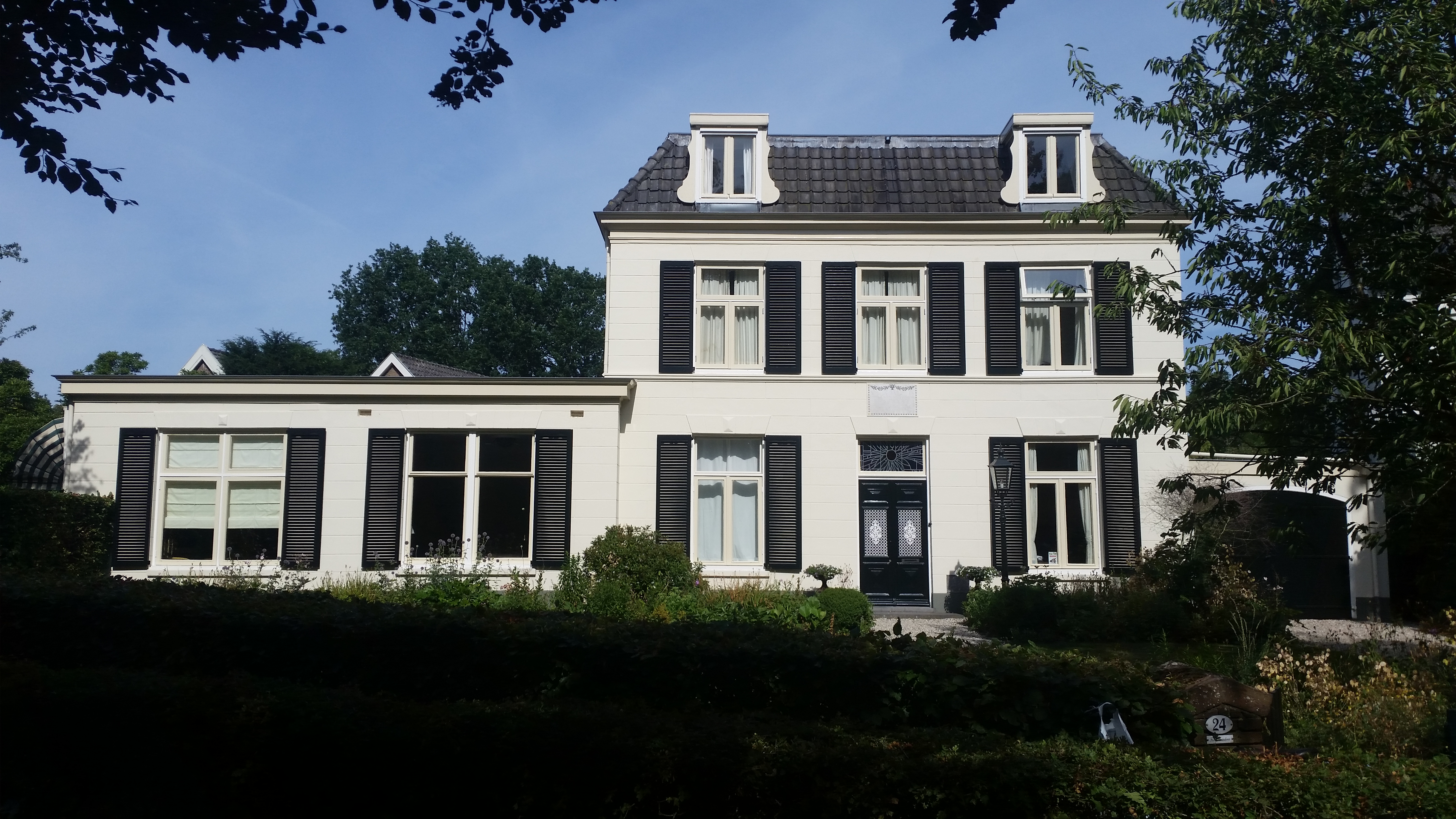
Villa Caecilia met gedenksteen boven de deur (juli 2018)

In Muiderberg is in 2018 nog een muziekvereniging uit 1900 actief die zijn naam draagt; die plaats kent ook een laan en een plein die naar hem vernoemd is. Amsterdam vernoemde de Heinzestraat naar hem. Hij kreeg een monument op de Brink in Muiderberg naar een ontwerp van Leen van Tetterode. Het bestaat uit een zuil van basalt van 11.000 kg, met een medaillon, ontworpen door de medailleur en beeldhouwer August Falise. Het opschrift luidt G.A. Heinze 1821-1904. Oprichter der Nederlandsche Toonkunstenaarsvereeniging. Zijn dankbare vrienden en vereerders. De zuil is gekroond met een harp van graniet. Het is circa 2,5 meter hoog. In de villa Caecilia aan de Brink 24 in Muiderberg werd een marmeren gedenksteen boven de deur aangebracht ter herinnering aan hem en zijn vrouw. Falise bracht ook een klein medaillon met de beeltenis van G.A. Heinze uit. Het concertgebouw zou een medaillon van Heinze in zijn bezit hebben. In 1905 verscheen een deels door de pleegdochter Louise Westermann-Heinze vertaalde autobiografie (Heinze was het Nederlands niet goed machtig) onder de titel Een kunstenaarsleven; In memoriam G.A. Heinze (van haar is ook een zesdelige autografenverzameling bekend). In 1979 was er een Heinze-tentoonstelling in Muiderberg, waarbij van Klaes Sierksma en René Rakier een levensbeschrijving en een bespreking van Heinzes werken werd uitgegeven
- Bibliothèque nationale de France: cb13929008g (data)
- Biografisch Portaal: 75237600
- Digitale Bibliotheek voor de Nederlandse Letteren: hein026
- Gemeinsame Normdatei: 116674482
- International Standard Name Identifier: 0000 0001 1780 9795
- Library of Congress Control Number: no2003037003
- Nationale Bibliotheek van Letland: 000271093
- MusicBrainz: 5d5f5528-8317-4491-a2e8-58478a6dcc9c
- Nederlandse Thesaurus van Auteursnamen: 068688636
- Système universitaire de documentation: 250597004
- Virtual International Authority File: 121570010
- WorldCat: E39PBJt8gqP8Fhwh4Pqc83WCcP